# Hester Wilhelmina Callenburgh Baartmans
Hester Wilhelmina Callenburgh Baartmans (Vianen, 1739 – Utrecht, 20 mei 1826) was een Nederlandse dichteres.

## Levensloop
Hester Wilhelmina Callenburgh Baartmans werd op 22 november 1739 gedoopt. Haar ouders waren Gerard Callenburgh Baartmans (gest. 1757) - dijkgraaf en penningmeester van Vianen - en Johanna Wilhelmina Gravia (gest. 1777), die in totaal negen kinderen hadden.
Bij het huwelijk van haar zus op 22 oktober 1762 schreef Hester een Zegenwensch, haar vroegst bekende gedicht. Na een andere Zegenwensch voor een huwelijk in 1768, volgden een rouwzang (1772) en een Rouwklagt (1781).
In 1794 verscheen Hesters enige gedichtenbundel, bestaande uit gedichten over de Vierde Engels-Nederlandse Oorlog en gebeurtenissen in de Zuidelijke Nederlanden. Daarna schreef ze alleen nog losse gedichten, zoals een Dankzegging bij het dienstjubileum van predikant Jacobus Hinlopen in 1801. Haar laatst bekende gedicht is Lofzang ter nagedachtenis van den boet- en bededag (1814). Ze overleed op 22 mei 1826 in Utrecht.
- Biografisch Portaal: 75731795
- Gemeinsame Normdatei: 1355055148
- International Standard Name Identifier: 0000 0003 9394 0239
- Nederlandse Thesaurus van Auteursnamen: 071623302
- Virtual International Authority File: 288339905
- WorldCat: E39PBJwCV8tR8v89WqdG9GHcT3